# Don Greenwood (Footballspieler)
Donald Adams „Don“ Greenwood (* 18. Februar 1921 in Detroit, Michigan; † 21. März 1983 in Princeville, Illinois) war ein US-amerikanischer American-Football-Spieler und -Trainer. Er spielte auf der Position des Backs für die Cleveland Rams in der National Football League (NFL) und für die Cleveland Browns in der All-America Football Conference.

## Karriere
1945 wurde Greenwood, der im College als Quarterback spielte, von den Cleveland Rams verpflichtet und zum Fullback umtrainiert. Dort half er den Rams die Meisterschaft zu gewinnen. Nachdem die Rams zur Saison 1946 nach Los Angeles zogen, weigerte sich Greenwood gemeinsam mit vier anderen Spielern mit zu ziehen. Sie argumentierten, dass sie Verträge mit den Cleveland Rams, nicht mit den Los Angeles Rams, hatten und zogen dafür auch vor Gericht. Das Gericht entschied im Sinne der Spieler und entließ sie aus ihren Verträgen. Alle fünf schlossen sich im Anschluss den neu gegründeten Cleveland Browns aus der All-America Football Conference (AAFC) an. Mit den Browns wurde Greenwood 1946 und 1947 Meister der AAFC verließ jedoch nach der Saison 1947 die Browns. Bei den Browns war er neben der Back-Position auch als Holder aktiv. Grund für das Karriereende war eine Verletzung. Im Anschluss wurde er Trainer des Footballteams der Cuyahuga Falls High School. 1951 wurde er für sieben Spiele Head Coach der Toledo Rockets. Er trat nach dem Spiel gegen die Bowling Green Falcons aus Protest gegen den ungeahndeten übertrieben harten Spielstil der Falcons zurück.